# People v. Exxon Mobil
 (août 2023).
People v. Exxon Mobil (en français : Peuple de l’État de New York c. Exxon Mobil Corp.) est une poursuite judiciaire déposée le 24 octobre 2018 devant la Cour suprême de New York. La poursuite allègue une fraude commise par Exxon Mobil Corporation pour tromper les investisseurs de l'entreprise sur la gestion des risques engendrés par le réchauffement climatique.

## Déroulement et jugement
Le 15 novembre 2018, le tribunal signe une ordonnance de conférence préliminaire fixant le début du procès au 23 octobre 2019.
Le 22 octobre 2019, le procès débute devant le juge Barry Ostrager, avec les déclarations liminaires des deux parties. Selon le New York Times, cette affaire n'était « que la deuxième action en justice relative au changement climatique à être jugée aux États-Unis ». Le 7 novembre 2019, le procureur général de New York abandonne deux des quatre chefs d'accusation de fraude civile après avoir affirmé qu'il n'y avait pas suffisamment de preuves pour étayer les accusations.
Le 10 décembre 2019, le juge Ostrager ne retient pas les autres chefs d'accusation accusant Exxon Mobil de fraude.